# Dirceu Xavier Francisco
Dirceu Xavier Francisco (Cabo Frio, 18 de dezembro de 1977) é um ex-futebolista brasileiro que atuava como volante.

## Carreira
Dirceu surgiu no futebol jogando pelo Fluminense em 1996. Depois teve passagem pelo Guarani , mas sem dúvida a mais marcante foi pelo Santo André em 2004 quando conquistou a Copa do Brasil no jogo contra o Flamengo no Maracanã com o resultado final de 2 a 0 para o Santo André.
Depois de seu grande momento no Santo André, Dirceu foi jogar em Israel.
E em 2009, Dirceu voltou para o Santo André para ajudar a equipe no Campeonato Paulista e no Campeonato Brasileiro, porém não estava sendo utilizado no time e foi dispensado em agosto. Em seguida, o jogador foi para a equipe do São Bernardo, da qual foi capitão.

## Títulos
Santo André
- Copa do Brasil: 2004[1][2]

Maccabi Haifa
- Campeonato Israelense: 2004/05 e 2005/06

São Bernardo
- Campeonato Paulista - Série A2: 2012